# Dennenscheerder
De dennenscheerder (Tomicus piniperda) is een kever uit de familie der snuitkevers (Curculionidae). De wetenschappelijke naam van de soort werd in 1758 als Dermestes piniperda gepubliceerd door Carl Linnaeus.

## Verspreiding en leefgebied
Deze soort komt voor op dennen, vooral op de grove den, en komt van nature voor in Europa en is van daaruit in 1992 verder verspreid naar Noord-Amerika. In Nederland komt één generatie per jaar voor, maar in warmere streken kunnen twee generaties per jaar voorkomen.

## Schadelijkheid
De dennenscheerder holt de twijgen uit, waardoor deze afvallen. Hierdoor lijkt het of een dennenboom geschoren is.
De 3,5 tot 4,8 mm lange, bruine tot zwarte kever overwintert in de grond of in gangen onder de bast onderaan de boom. In warmere gebieden kan de kever ook overwinteren in de holle twijgen. Vanaf februari gaat de kever onderaan de boom onder de bast 10 tot 25 cm lange broedgangen maken en legt hierin de eieren. Deze worden meestal aan de zonzijde van de boom gemaakt. De larven vreten van april tot juni vanuit de broedgangen 2,5 tot 10 cm lange gangen. In mei of juni vindt de verpopping plaats aan het eind van de vraatgang. In juni of juli zijn er dan weer nieuwe, volwassen kevers. Voor de rijpingsvraat gaan deze kevers naar de kroon van de boom en hollen gedurende de zomer met hun vraat de twijgen uit. Ook de overwinterde kevers gaan na de eerste eiafzet aan de twijgen vreten. Vervolgens gaan ze terug naar de stambasis om daar nieuwe gangen te maken en voor de tweede keer eieren af te zetten. De uit deze eitjes afkomstige kevers zijn in de nazomer volwassen.